# Nation crie de Fisher River
La Nation crie de Fisher River, également appelée Ochekwi-Sipi, est une Première Nation crie du Manitoba au Canada. Elle possède deux réserves : Fisher River 44 et Fisher River 44A. Elle a une population totale enregistrée de 3 098 membres dont 1 709 vivent sur une réserve. Elle est signataire du Traité 5.